# Onthophagus pygargus
Onthophagus pygargus är en skalbaggsart som beskrevs av Victor Ivanovitsch Motschulsky 1845. Onthophagus pygargus ingår i släktet Onthophagus och familjen bladhorningar. Inga underarter finns listade i Catalogue of Life.